# Бластер
Бластер — вымышленное научно-фантастическое (как правило, индивидуальное) стрелковое пучковое оружие.

## Бластеры в фантастике
Впервые (под названием англ. Blastor) фигурирует в повести When the Green Star Waned (с англ. — «Когда зелёная звезда ушла»), опубликованной в апрельском номере Weird Tales 1925 г., которую написал Никцин Уилстоун Диалис (англ. Nictzin Dyalhis). Современное написание появляется у Генри Каттнера в короткой повести Hollywood on the Moon (с англ. — «Голливуд на Луне»), опубликованной в апреле 1938 года в Thrilling Wonder.
В современной научной фантастике под бластерами обычно понимается широкий класс индивидуального стрелкового оружия, поражающего цель пучками высокоэнергетических микрочастиц (ионов, нейтронов и др.). Таковы, в частности, плазменные ускорители (плазмомёты), электростатические разрядники направленного действия.
Ранее также относимые к бластерам квантовые генераторы, портативные излучатели так называемых лучей смерти, или же слабо вписывающиеся в представления современной науки дезинтеграторы, дисрапторы, фазеры, лазерное оружие в современной фантастике всегда фигурируют как совсем иные виды оружия, по принципу действия не имеющие ничего общего с бластерами.
Иногда бластер как вид оружия может фигурировать и под иными названиями. Так, у братьев Стругацких в «Попытке к бегству» описан скорчер — пистолет, стреляющий мощными электрическими разрядами. В настоящее время существуют действующие модели беспроводного дистанционного электрошокового оружия, такие как StunStrike, действующие по похожему принципу.
Бластеры (как и, к примеру, звездолёты) стали одной из характерных примет научной фантастики. В частности, бластерами пользуются космические пираты из фильма «Гостья из будущего» (1984).
Бластеры также являются неотъемлемой частью фантастической вселенной Звёздных войн.

## Реалистичность бластеров
Создание реального и достаточно дальнобойного ручного стрелково боевого бластера возможно только в условиях технологической возможности создавать легкие по весу компактные энергоёмкие энергоблоки, встраиваемые в стрелковое оружие. При этом технологии большинства цивилизаций, фигурирующих в фантастических вселенных, в реальности не позволили бы создавать бластеры. Например космические цивилизации в Звёздных войнах используют термоударные энергоблоки, и следовательно создавать могли бы только корабельные бластеры, так как термоударные энергоблоки даже при всём желании невозможно сделать настолько компактными, чтобы их стало возможным встраивать в стрелковое оружие. Противоположный пример — фигурирующие во вселенной Звездных врат цивилизации Древних, О'Рай, Асгарды. Названные цивилизации вселенной Звездных врат вполне располагают технологиями, позволяющими создавать мощные энергоблоки, пригодные для встраивания в ручное стрелковое оружие.